# トゥワイス・イン・ア・ライフタイム
「トゥワイス・イン・ア・ライフタイム」（原題: Twice In A Lifetime）は、1985年にポール・マッカートニーが発表した楽曲。1985年の同名映画（邦題:『燃えてふたたび』）の主題歌。1993年の「ポール・マッカートニー・コレクション」と題されたアルバムのリマスター化において、『パイプス・オブ・ピース』のボーナストラックに収録されるまで、この曲は前述の映画のクレジットでしか聞くことが出来なかった。

## 概要
1983年の初頭に、前述の映画の主演をつとめるジーン・ハックマンとアン・マーガレットから主題歌の作曲を依頼されたポールは、アルバム『パイプス・オブ・ピース』のセッションの最後にこの曲をレコーディングした。

## バージョン違い
この曲には3分に短縮されたバージョンと、ストリングスやハープ、ホルンをオーバーダブしたバージョンが存在する。これらを作ったのは、ポールに未発表音源の管理を任されていたリチャード・ナイルスで、彼はこの曲を「シングルカットする機会があれば、必ず大成功していた。」と評した。なお、後者のバージョンは未だに未発表のままである。